# Hellmuth von Ruckteschell

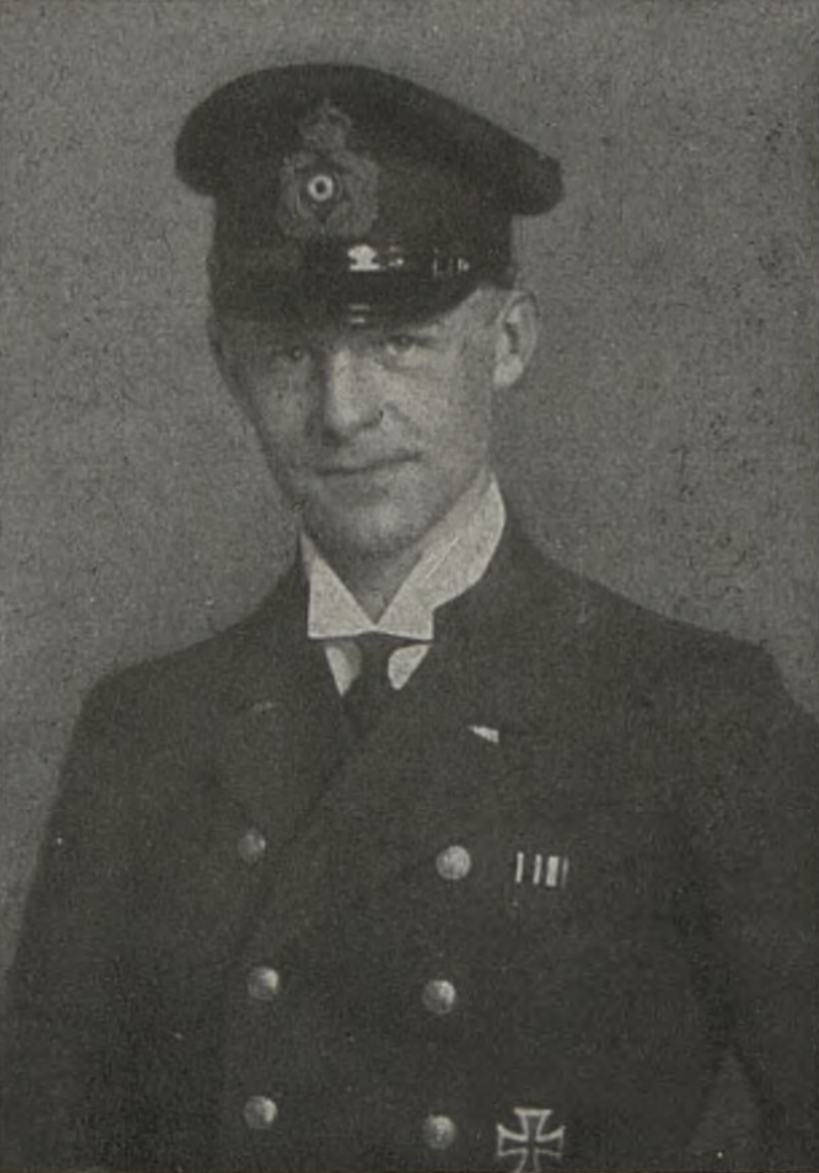
Hellmuth von Ruckteschell en 1918.

Hellmuth Max von Ruckteschell (22 de marzo de 1890, Eilbek, Hamburgo - 24 de septiembre de 1948, Hamburgo) fue un oficial de la Marina Imperial alemana y de la Kriegsmarine que sirvió tanto en la Primera Guerra Mundial como en la Segunda. Fue uno de los más exitosos comandantes de cruceros auxiliares, combatiendo el tráfico marítimo al mando de los cruceros Widder y Michel en la Segunda Guerra Mundial. Implacable en el ejercicio de sus funciones, tras la guerra fue condenado por crímenes de guerra.

## Primera Guerra Mundial
Nacido en 1890 en Hamburgo, Ruckteschell ingresó en la Marina Imperial alemana en 1910. En 1916, con el empleo de alférez de navío, fue transferido al arma submarina. Fue oficial de guardia en los U-Boote U-3 y U-57, antes de recibir en julio de 1917 mando sobre un submarino propio, el UB-34, y en marzo de 1918 el del U-54.
Se ganó la reputación de ser un comandante demasiado agresivo, lo que le valió entrar en una lista negra de oficiales a los que los Aliados consideraban transgresores de las leyes de la guerra. Ello contrastaba con su naturaleza artística y cultivada, pues era un ávido lector, amante de la música clásica y estudiante de la Antroposofía de Rudolf Steiner.
Tras el fin de la Primera Guerra Mundial, se marchó de Alemania para escapar a la persecución sufrida por los antiguos tripulantes de submarinos por las naciones vencedoras. Vivió en Suecia y Laponia durante varios años, aprendiendo las profesiones de leñador y topógrafo, antes de regresar a Alemania a principios de los 30.

## Segunda Guerra Mundial
Von Ruckteschell fue llamado al servicio activo por la Kriegsmarine en 1939 y se le dio el mando de un dragaminas auxiliar. Después, fue comandante del Widder con el que zarpó hacia el Océano Atlántico el 6 de mayo de 1940, comenzando una patrulla de cinco meses en la que capturaría o hundiría 10 mercantes enemigos. Cuando llegó con el Widder al puerto de Brest, rechazó las órdenes del Mando de Guerra Naval (Seekriegsleitung) de llevar el barco hasta Hamburgo, porque el paso por el Canal de la Mancha, controlado por los británicos, era muy arriesgado. En lugar de ello, asumió el mando del crucero auxiliar Michel en su primera patrulla (9 de marzo de 1942 al 1 de marzo de 1943), en la que capturó o hundió 15 barcos. Von Ruckteschell fue relevado al llegar a Japón, a petición propia por razones de salud.

## Carrera en cruceros auxiliares
Ruckteschell fue uno de los más exitosos comandantes de cruceros auxiliares. El éxito de estos barcos se medía tanto por las toneladas destruidas como por el tiempo que duraron sus patrullas.
Ruckteschell se anotó 152.727 toneladas de registro bruto (TRB) (quedando el segundo, solo detrás de Ernst-Felix Krüder, del Pinguin) y patrulló durante 538 días (segundo, después de Bernhard Rogge, del Atlantis ); aunque lo hizo en dos viajes.
De los 13 viajes realizados por los 10 cruceros auxiliares, el Michel y el Widder reclamaron respectivamente 15 barcos con un arqueo de 94,363 TRB, y 10 barcos con 58,464 TRB (lo que les sitúa en los puestos 4.º y 6.º), y navergaron durante 358 y 180 días (travesías en los puestos 4.º y 9.º de las más largas).

## Juicio sobre crímenes de guerra
Ruckteschell fue objeto de una de las primeras investigaciones sobre crímenes de guerra llevadas a cabo por el Almirantazgo británico. Supuestamente, Ruckteschell había seguido disparando contra barcos mercantes que ya se habían rendido, contraviniendo las leyes de guerra naval, por lo que el Almirantazgo exigió que Ruckteschell y los miembros de sus tripulaciones fueran detenidos para interrogarlos.
Ruckteschell pasó los últimos años de la guerra en el estado mayor del agregado naval alemán en Japón. Fue localizado en un campo de internamiento cerca de Kobe y enviado a Alemania para ser sometido a juicio.
La demanda británica enviada a la Comisión de las Naciones Unidas sobre Crímenes de Guerra afirmaba que "al menos hay un caso claro de asesinato en masa y varios casos igualmente claros de hundimiento de barcos cuyas tripulaciones estaban en los barcos mientras se disparaba contra ellos y que luego no fueron recogidas cuando se hallaron en botes, lanchas o en el agua".

### Cargos
- 1. En relación con el SS Davisian, atacado el 10 de julio de 1940 por el Widder.

el cargo fue que siguió haciendo fuego después de que la radio fuera eliminada y recibida la señal de rendición. Se afirmó que los artilleros del Widder "siguieron disparando hasta ocho minutos después de que se enviara la señal indicando que la tripulación del Davisian estaba abandonando el barco".
La defensa mantuvo que no se había enviado o recibido tal señal y que tres marineros a bordo del Davisian fueron vistos dirigiéndose hacia el cañón de su barco.
- 2. En relación con el SS Anglo Saxon, atacado el 21 de agosto de 1940 por el Widder.

El cargo fue que Ruckteschell disparó contra los botes salvavidas y no garantizó la supervivencia de la tripulación. El cabo primero Robert Tapscott, del Anglo Saxon, aunque no pudo asistir al juicio de Ruckteschell, testificó que el Widder abrió fuego contra los botes y lanchas mientras se alejaban del barco que se hundía. La defensa mantuvo que Ruckteschell disparaba sobre las cabezas de los náufragos contra el barco, y que los botes trataron de escapar y se perdieron de vista en la oscuridad. Ruckteschell fue hallado culpable de "no contribuir a la seguridad de la tripulación".
- 3. En relación con el SS Beaulieu, atacado el 4 de agosto de 1940 por el Widder.

El cargo fue que no garantizó la seguridad de los supervivientes. Ruckteschell optó por dejar a 28 de ellos a la deriva a 1.200 millas náuticas (1.900 km) de la tierra más cercana. La defensa mantuvo que era de noche y que el Widder buscó supervivientes durante dos horas y media sin éxito. Inicialmente se halló a Ruckteschell culpable de este cargo, pero fue absuelto en apelación en agosto de 1947.
- 4. En relación con el MV Empire Dawn, atacado el 11 de septiembre de 1942 por el Michel.

El cargo fue que continuó haciendo fuego después de la rendición. La defensa sostuvo que la señal de rendición no fue vista. Además, que en el puente del Michel había confusión acerca de si el barco enemigo estaba usando la radio.

### Juicio
El juicio tuvo lugar en Hamburgo del 5 al 21 de mayo de 1946. Ruckteschell eligió como defensor a Otto Zippel, que antes había defendido a Karl-Heinz Moehle. Zippel trató de señalar los límites de las leyes internacionales, llamando a declarar al vicealmirante Bernhard Rogge como perito judicial, y poniendo en duda el testimonio de los marineros británicos. En su conclusión, aseguró que "la ley ha reconocido que en asuntos navales incluso las personas inteligentes son más propensas a cometer un error que en otros ámbitos de la vida".
El tribunal militar británico halló a Ruckteschell culpable de tres de los cuatro cargos, los números 1, 2, y 3; mientras que se rechazó el cargo 4, y lo sentenció a cuatro años de prisión. El 30 de agosto de 1947 se restaron tres años de la sentencia, al ser absuelto de uno de los tres cargos.
El caso planteó serias dudas sobre futuros juicios de crímenes de guerra relativos a asuntos navales, ya que solo hubo entre los jueces un oficial naval de baja graduación y no cabía esperar que los oficiales del ejército tuvieran un buen conocimiento de la guerra naval. Zippel declaró durante la apelación que "un tribunal compuesto por oficiales de marina con experiencia habría llegado a una conclusión diferente en este caso". Oficiales de la Armada británica reconocieron que había posibilidades reales de error involuntario de la justicia. Las autoridades navales desaconsejaron que se hicieran más juicios sobre crímenes de guerra navales, debido a la dificultad de encontrar oficiales navales adecuados para participar en ellos. El juicio de Ruckteschell fue el último celebrado con Autorización real por cuenta de la Royal Navy.

## Destino
Helmut von Ruckteschell murió en la prisión de Hamburgo-Fuhlsbüttel el 24 de junio de 1948, poco después de haber sido informado de que iba a ser puesto en libertad al deteriorarse su dolencia cardíaca. Tenía 58 años.

## Condecoraciones
- Cruz de Hierro (1914)
  - 2.ª clase (10 de octubre de 1915)[2]
  - 1.ª clase (3 de noviembre de 1916)[2]
- Cruz Hanseática
  - de Hamburgo (29 de mayo de 1916)
  - de Bremen (29 de diciembre de 1917)
- Cruz de Caballero de la Orden de la Casa Real de Hohenzollern con espadas (13 de agosto de 1918)
- Cruz Honorífica de la Guerra Mundial 1914/1918
- Broche para la Cruz de Hierro (1939)
  - 2.ª clase (22 de junio de 1940)[2]
  - 1.ª clase (1940)[2]
- Medalla de Cruceros Auxiliares
- Cruz de Caballero de la Cruz de Hierro con Hojas de Roble
  - Cruz de Caballero el 31 de octubre de 1940 como capitán de corbeta reservista y comandante del crucero auxiliar Widder (HSK-3)[3][4]
  - 158.º en recibir las Hojas de Roble el 23 de diciembre de 1942 como capitán de navío reservista y comandante del crucero auxiliar Michel (HSK 9)[3][5]
- Medalla de Guerra de los Cruceros Auxiliares (30 de diciembre de 1942)
- Orden del Sagrado Tesoro de 3.ª clase